# Trichodactylinae
De Trichodactylinae zijn een onderfamilie van krabben (Brachyura) uit de familie Trichodactylidae.

## Geslachten
De Trichodactylinae omvatten de volgende geslachten:
- Avotrichodactylus  Pretzmann, 1968a
- Rodriguezia  Bott, 1969a
- Trichodactylus  Latreille, 1829